# Mary Adela Blagg
Mary Adela Blagg (17 de maig de 1858 - 14 d'abril de 1944) va ser una astrònoma britànica, compiladora del nomenclàtor lunar que va adoptar la Unió Astronòmica Internacional.

## Biografia
Blagg va néixer a Cheadle, Staffordshire, on va passar la major part de la seva vida. Era filla de John Charles Blagg (advocat), i de France Caroline Foottit. Va començar la seva formació matemàtica ella sola, llegint els llibres de text del seu germà. El 1875 va ser enviada a una escola de Kensington on va estudiar àlgebra i alemany. Posteriorment va treballar com a professora escolar dominical, i va ser secretària de la "Girls' Friendly Society.
Anys més tard es va interessar per l'astronomia després d'assistir a un curs d'extensió universitària impartit per J. A. Hardcastle, net de John Herschel. El seu tutor li va suggerir treballar a l'àrea de la selenografia, particularment en el problema del desenvolupament d'un sistema uniforme de nomenclatura lunar (diversos mapes lunars importants d'aquella època discrepaven en el nomenclàtor utilitzat).
El 1905 va ser nomenada per la refundada "Associació Internacional d'Acadèmies" per elaborar una llista acarada de tots els elements lunars. Va treballar amb Samuel Arthur Saunder en aquesta feina molt tediosa i llarga, i el resultat va ser publicat el 1913. La seva tasca va produir una llarga llista de discrepàncies que l'associació va haver de resoldre.
També va participar amb una considerable aportació al tema dels estels variables, en col·laboració amb el professor Herbert Hall Turner. Aquests resultats van ser publicats en una sèrie de deu articles en els Avisos Mensuals de la Royal Astronomical Society, en els quals el professor va admetre que la major part de la feina havia estat realitzada per Mary Blagg.
Després de publicar diversos articles de recerca, va ingressar en la Reial Societat Astronòmica el 1916, proposada pel professor Turner. Va ser una de les cinc dones triades simultàniament, les primeres a convertir-se en membres d'aquesta societat.
Va treballar en l'anàlisi de Fourier de la Llei de Bode, segons es detalla en el llibre de Michael Martin Nieto titulat: "The Titius-Bode Law of Planetary Distances."
El 1920, es va unir a la Comissió Lunar de la recentment constituïda Unió Astronòmica Internacional, on va prosseguir la seva tasca d'uniformar la nomenclatura. Per a aquest treball va col·laborar amb Karl Müller (1866–1942), un funcionari retirat i astrònom aficionat, a la memòria del qual es va dedicar el cràter lunar Müller. Junts van produir la seva publicació en dos volums (1935), titulada "Named Lunar Formations", que es convertiria en la referència estàndard en el tema.
Durant la seva vida va desenvolupar treballs de voluntariat, incloent l'atenció als nens refugiats belgues durant la Primera Guerra Mundial. Una de les seves aficions favorites eren els escacs. 

## Reconeixements
- El cràter lunar Blagg duu aquest nom en el seu honor.